# Kissonerga
Kissonerga (en griego: Κισσόνεργα) es un pueblo en el Distrito de Pafos, a unos 8 kilómetros al norte de la ciudad de Pafos, en una región que destaca por el cultivo de las plantaciones de plátanos, un área conocida como las tierras bajas de Ktima. En 2001 la población del pueblo era de 1.400 personas.
Kissonerga está aproximadamente a ocho kilómetros por la carretera principal de la Bahía Coral. A lo largo de la carretera de la costa se encuentran varios hoteles, mini-mercados, numerosos bares y tabernas, así como pequeños complejos de tiendas que atienden principalmente a los turistas.
Al otro lado de la carretera está la Iglesia de la Transfiguración (también conocido como de La Metamorfosis). Aunque de arquitectura moderna, la iglesia conserva los iconos de la iglesia de 1775 y no muy lejos están las ruinas de una pequeña capilla dedicada a las santas Zinovia y Filonilli. Estas dos santas acompañaron a San Pablo a Pafos para ayudar a difundir el cristianismo. Ellas murieron y fueron enterradas allí.
Al norte de Kissonerga un nuevo estadio de fútbol ha sido recientemente construido entre las numerosas plantaciones de plátanos. Antes de la llegada de las directivas de la Unión Europea, la zona estaba inundada de estas prósperas plantaciones, pero ahora muchas de ellas han sido abandonadas pues los plátanos producidos no se ajustaban a los criterios más exigentes que les permitían ser exportados a otras partes de la UE.

## Etimología
En los siglos XVI y XVII, el pueblo estaba señalado en la mayoría de los mapas medievales como "Chrisonera", mientras que era raramente escrito como "Crissonerga" en la Edad Media así como en mapas posteriores. Posiblemente, el nombre Chrisonera está vinculado a la abundancia en la aldea de agua (nero), que fue considerada como su "oro" (chrysos), debido a la frecuente escasez de agua y a su gran contribución para la agricultura y la economía.
Algunos investigadores admiten que el actual nombre del pueblo está vinculado a la hiedra (kissos), una planta que estaba relacionada durante la Edad Antigua al dios Dionisio. Por lo tanto, tiene el nombre de la planta en la primera parte del nombre y la palabra "erga" en la segunda. No importa cuál de las dos versiones en cuanto a la denominación de la aldea sea válida, es obvio que la abundancia en la villa de agua era de extrema importancia.

## Historia
Los primeros pobladores llegaron a la aldea en la Edad del Bronce, tal como aparece en los hallazgos arqueológicos en los yacimientos de "Mylouthkia" y "Mosphylia". Se cree que la población ha sido constante desde entonces, pero la existencia del pueblo como una comunidad sólo está atestiguada por fuentes escritas posteriores al siglo XVI y más concretamente por documentos oficiales venecianos.
La existencia de viviendas durante la época bizantina se confirma por las monedas bizantinas que se han descubierto en el yacimiento de "Mosphylia" y en la zona de la costa suroeste. Desde la ocupación de los francos hasta la ocupación británica, Kissonerga sufrió la explotación y la opresión de cada conquistador, al igual que el resto de las comunidades agrícolas de la isla.
La organización EOKA comenzó una guerra de guerrillas contra el régimen colonial británico y dirigido a la unión con Grecia (Enosis) el 1 de abril de 1955. La campaña duró hasta 1959 y causó la muerte de más civiles grecochipriotas que de colonialistas británicos. Además inició la lucha civil y la desconfianza entre las dos comunidades chipriotas. El primer soldado británico muerto en el conflicto, Soldado raso A.R.L. Milne, fue asesinado en Kissonerga cuando fue arrojada una bomba en su vehículo.

### Mylouthkia
Al norte de Kissonerga ha sido descubierto un raro yacimiento de la cultura característica del Calcolítico de la región de Pafos, que duró alrededor de un milenio (3500-2500 a.E.). El sitio es un importante asentamiento y los restos sugieren que una poderosa diosa de la fertilidad, que protegía el parto y los bebés, era adorada aquí. Entre los muchos artefactos encontrados hay una figura de arcilla de una mujer, en pleno parto sentada en un taburete y una estatuilla, con un cuello fálico, de piedra caliza que representa a una mujer embarazada.
La aldea consistía en grupos de casas redondas (algunas de las cuales han sido reconstruidas en el sitio) construidas de piedra y barro y sin murallas defensivas. Sus habitantes vivían de la caza, la pesca, el pastoreo y la recolección de diversas plantas. Hicieron herramientas de piedra, hueso y cuerno de venado y sabían cómo hacer cerámica, tallar piedra y madera, tejer y cestería. También utilizaron algunos pequeños objetos de cobre.
Análisis de investigadores de los restos humanos encontrados en el lugar confirman la existencia de la talasemia, un trastorno de la sangre que afecta la producción de hemoglobina y provoca una anemia severa. El trastorno se transmite de padres a hijos a través de los genes y es el trastorno hereditario de la sangre más común en el mundo. La talasemia es particularmente frecuente en las personas de los países mediterráneos y de una amplia región que se extiende por todo el Medio Oriente y el Sudeste Asiático.